# 고양이 바이러스성 비기관지염

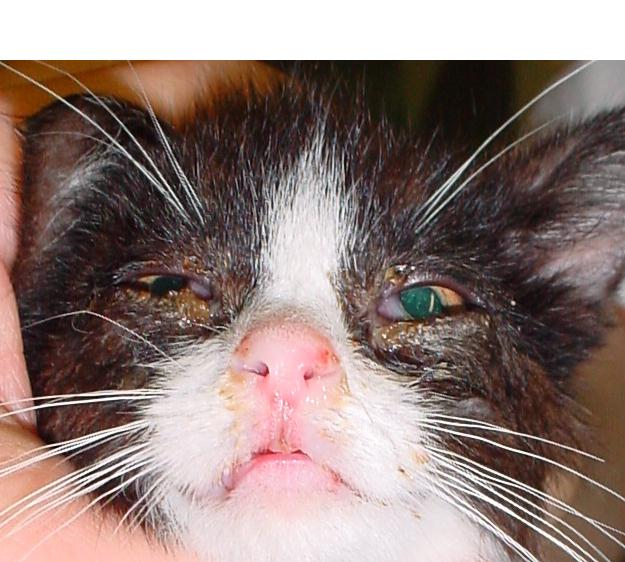
고양이 바이러스성 비기관지염

고양이 바이러스성 비기관지염(FVR: Feline viral rhinotracheitis)은 Herpesviridae과에 속하는 고양이 허피스바이러스 1(FHV-1: Felineherpesvirus 1)에 의해 유발되는 상부호흡기질환 혹은 폐질환이다. 고양이 인플루엔자, 고양이 코감기, 고양이 폐렴 같이 호흡기 증상에 따라 매우 구별된 용어로 쓰이고 있는데, 모두 잘못된 명칭이다. 고양이의 바이러스성 호흡기질환은 모두 심각한 질환으로 진행될 수 있으며, 특히 고양이가 많은 곳에서 심각한 질환으로 가는 경우가 많다. 호흡기 질환을 유발하는 반수정도가 FVR이며, 이 질환의 가장 중요한 요인이고, 세계 곳곳에서 발견된다. 다른 고양이 호흡기 질환을 일으키는 주요 바이러스는 고양이 칼리시바이러스(feline calicivirus)이다.
FVR은 매우 전염성이 강력하며 어린고양이에서는 폐렴을 일으켜 폐사시킬 정도로 중병을 나타낼 수 있다. 이 바이러스로 인한 질환이  flat-chested kitten syndrome(고양이 편평흉 증후군)을 일으킨다고 하지만, 입증되지 않은 내용이다. 고양이과 동물은 모두 FVR에 감수성이 있다; 실제로 FHV-1은 독일에서 사자의 치명적인 뇌염을 발생시키기도 하였다.

## 역사
FHV-1은 1958년 미국에서 처음 분리되었다.

## 전염
FVR은 직접접촉을 통해서만 감염된다. 이 바이러스는 코, 비인두, 편도조직에서 복제가 된다. 바이러스혈증(혈액내에 바이러스가 나타나는 것)은 드물다. 침, 눈물, 콧물에서 증식 배출되며, 매개물에 의해 퍼져나간다.  FVR은 2-5일정도의 잠복기를 가진다. 감염후 1-3주 동안 증식 배출된다. 잠복감염된 고양이(보균자)는 사는 동안 간헐적으로 삼차신경절에 잠복해있던 FHV-1바이러스를 증식 배출한다. 스트레스나 스테로이드 약물 사용은 증식 배출을 촉진시킨다. 대부분의 소독제, 세제등에 쉽게 사멸된다. 

## 임상증상
FVR의 초기증상은 기침, 재채기, 콧물, 결막염, 발열, 식욕상실이다. 보통 4-7일 정도 내에 회복되지만, 2차 감염시 수주 동안 임상증상이 지속될수 있다. 전두동염, 기흉이 유발될 수 있다.
FHV-1은 끝이 뾰족하거나 수지상 배열 모양의 세포인 각막 상피에 잘 감염이 이루어진다. FHV-1감염의 눈질환의 증상은 결막염, 각막염, 건성각결막염(안구건조증), 각막 sequestra(corneal sequestra) 가 있다. 코눈물관의 감염은 만성 유루증(과도한 눈물흐름)을 유발 할 수 있다. 피부궤양 역시 FHV-1 감염으로 인해 나타날 수 있다. FHV-1은 보통 임신 6주령시에 유산을 유발한다. 이것은 바이러스 단독이라기 보다 바이러스 감염으로 인한 전신적 질환에 의한 것으로 보인다.
만성 비염, 전두동염 질환에서, FHV-1은 지속적인 요인이라기 보다 초기감염에 큰 역할을 한다. 어린나이에 감염시 점막의 섬모 청소기능을 파괴하여 비강, 전두동에 영구적 손상을 유발하고, 이것으로 만성 세균감염이 쉽게 일어나게 된다.

## 진단
FVR의 진단은 보통 임상증상, 특히 각막궤양으로 진단한다. 확진은 면역 형광법이나 바이러스 분리동정이다. 하지만 많은 건강한 고양이가 고양이 허피스 바이러스의 무증상 보균자를 보이기 때문에 FHV-1 양성검사는 많이 필요한 검사는 아니다. 이 질환의 초기에는 편도, 코,  순막(제3안검)의 조직학적 분석에서 감염된 세포의 핵내에서 봉입체(바이러스의 일부 집합체)가 관찰될 수 있다.

## 치료 및 예방/오염제거
2차감염을 막기위해 항생제가 주로 사용된다. FVR에 특이적으로 사용되는 항바이러스제는 없지만, 연구결과에서 ganciclovir, PMEDAP, cidofovir가 효과를 보이기도 하였다. 더욱 최신 연구에서는 famciclovir가 항바이러스 제제의 부작용없이 고양이에서 감염을 치료하는데 효과적이라고 한다. 더 중증 감염에서는 지지요법으로 정맥 수액요법, 산소요법,  경관영양법을 사용하기도 한다. 결막염, 각막궤양은 2차 세균감염을 치료하기 위해 국소 항생제를 사용한다. 최근에는 FHV-1의 눈감염으로 인한 각막염 치료를 위한 뉴클레오시드 유사체를 사용한다. trufluridine, idoxuridine, vidarabine 등이 치료시 가능한 국소 제제이다.  L-라이신은 바이러스 복제를 억제하는데 사용하는 검증되지 않은 방법이나 추천되기도 한다. 최근 연구는 FHV-1의 눈감염 증상치료에 L-라이신이 효과적이다라는 결과가 있었다. 하지만 이후 다른 연구들에서 L-라이신 사용시 질병의 중증도와 FHV-1의 검출률이 증가되었다라는 연구가 있어 FHV-1 감염에 L-라이신 사용이 효과적인가에 대한 의문이 남아있다.
FHV-1에 대한 예방접종(다른 예방접종과 혼합하여 사용)은 효과가 제한적이긴 하지만, 질병의 중증도를 완화시키고, 바이러스의 증식 배출을 감소시만, 완전히 FVR 발병을 막을 수는 없다. 이 백신의 면역 지속시간은 3년이다. FHV-1의 항체 순환에 대한 혈청검사는 이 질환에 방어율에 대한 양성예측척도와 관련성을 보인다. 대부분 가정용 소독제는 FHV-1을 불활성화 할 수 있다. 바이러스는 축축한 곳에서 18시간 정도 생존할 수 있으나, 에어로졸같은 건조한 형태에서는 짧은 기간 동안만 존재 한다.

감염된 고양이의 몸 밖으로 배출된 바이러스는 사람(보호자)의 손이나 몸(옷)에 묻어서 다른 곳으로 옮겨질 수 있고 언제든 공기중으로 떠올라 부유하다가 집안 곳곳(벽면, 천장면, 가구표면, 침구류, 의류, 각종 틈새 등등)으로 옮겨지게 된다. 이러한 점들을 감안해보면 사실상 "호흡기 감염"이 되지 않을 뿐이지 공기중으로 바이러스가 옮겨지기 때문에 공기중으로 감염된다고 보아도 무방하다 할 수 있다. 따라서 FHV-1에 감염된 고양이가 머물렀던 가정은 집안 전체에 대한 대대적인 소독을 통해 잔존하는 바이러스를 완벽하게 제거하여야만 안전하다.
<고양이 파보바이러스를 제거해야 하는 이유>
1. 기존의 고양이가 침투감염(약한 항체를 뚫고 다시 감염되는 것)을 일으키는 것을 방지하는 목적
2. 새로운 고양이의 감염방지 목적
3. 일상생활중에도 이웃집 혹은 타인의 고양이에게 바이러스가 전달되는 것을 방지하는 목적
4. 특정(파보, 칼리시, 헤르페스 등) 바이러스에 감염될만한 고양이였다면 다른 바이러스 또는 유해세균도 함께 매달려왔을 가능성에 대한 조치 등으로 크게 4가지 부분으로 고려해야 한다.
<고양이 파보바이러스 소독방법>
락스와 같은 제품이나 시중에서 판매되고 있는 바이러스 살균제품 등을 사용한다
1. 고양이 용품(케이지, 방석, 옷, 장난감, 배변판, 사료 등등)에 대한 소독

2. 가구 및 집기류, 이불, 커튼, 의류 등에 대한 소독
3. 바닥면과 벽면, 천장면을 포함하여 공간 전체에 대한 소독
이 모두 완벽하게 이루어져야만 집안에서 바이러스의 잔존을 막아낼 수 있다. 만일 반려동물 바이러스 소독 전문가가 아니라 일반인이 직접 소독할 경우에는 위의 1번에 대한 사항은 모두 폐기하는 것이 안전하겠으며 아울러 3번의 경우 바닥면을 제외한 벽면과 천장면, 가구틈새 등에 대한 소독에 신경써야 한다.
미립자 형태로 약품을 분무할 수 있는 기구를 구비해서 공기중에 분무하는 방식을 취하면 상당히 효과적이다.

## 참조 문헌
1. 1 2 3  Carter, G.R.; Flores, E.F.; Wise, D.J. (2006). “Herpesviridae”. 《A Concise Review of Veterinary Virology》. 2006년 6월 8일에 확인함.
2. 1 2 3  Ettinger, Stephen J.;Feldman, Edward C. (1995). 《Textbook of Veterinary Internal Medicine》 4판. W.B. Saunders Company. ISBN 0-7216-6795-3.
3. ↑  Maeda, Ken; Horimoto, Taisuke; Mikami, Takeshi (1998). “Properties and Functions of Feline Herpesvirus Type 1 Glycoproteins”. 《Journal of Veterinary Medical Science》 60 (8): 881–8. doi:10.1292/jvms.60.881. PMID 9764399.
4. 1 2  Thiry, Etienne; Addie, Diane; Belák, Sándor; Boucraut-Baralon, Corine; Egberink, Herman; Frymus, Tadeusz; Gruffydd-Jones, Tim; Hartmann, Katrin;  외. (2009). “Feline herpesvirus infection. ABCD guidelines on prevention and management”. 《Journal of Feline Medicine & Surgery》 11 (7): 547. doi:10.1016/j.jfms.2009.05.003.
5. ↑  Stiles, J (1995). “Treatment of cats with ocular disease attributable to herpesvirus infection: 17 cases (1983–1993)”. 《Journal of the American Veterinary Medical Association》 207 (5): 599–603. PMID 7649774.
6. ↑  Holland, Jessica L.; Outerbridge, Catherine A.; Affolter, Verena K.; Maggs, David J. (2006). “Detection of feline herpesvirus 1 DNA in skin biopsy specimens from cats with or without dermatitis”. 《Journal of the American Veterinary Medical Association》 229 (9): 1442–6. doi:10.2460/javma.229.9.1442. PMID 17078806.
7. ↑  Johnson, Lynelle R.; Foley, Janet E.; De Cock, Hilde E. V.; Clarke, Heather E.; Maggs, David J. (2005). “Assessment of infectious organisms associated with chronic rhinosinusitis in cats”. 《Journal of the American Veterinary Medical Association》 227 (4): 579–85. doi:10.2460/javma.2005.227.579. PMID 16117066.
8. ↑  “Feline Respiratory Disease Complex”. 《The Merck Veterinary Manual》. 2006. 2007년 3월 11일에 원본 문서에서 보존된 문서. 2007년 4월 1일에 확인함.
9. ↑  Van Der Meulen, K; Garré, B; Croubels, S; Nauwynck, H (2006). “In vitro comparison of antiviral drugs against feline herpesvirus 1”. 《BMC Veterinary Research》 2: 13. doi:10.1186/1746-6148-2-13. PMC 1475582. PMID 16640781.
10. ↑  Malik, R.; Lessels, N. S.; Webb, S.; Meek, M.; Graham, P. G.; Vitale, C.; Norris, J. M.; Power, H. (2009). “Treatment of feline herpesvirus-1 associated disease in cats with famciclovir and related drugs”. 《Journal of Feline Medicine & Surgery》 11: 40. doi:10.1016/j.jfms.2008.11.012.
11. ↑  Gelatt, Kirk N., 편집. (1999). 《Veterinary Ophthalmology》 3판. Lippincott, Williams & Wilkins. ISBN 0-683-30076-8.
12. 1 2 3  Gaskell, Rosalind; Dawson, Susan; Radford, Alan; Thiry, Etienne (2007). “Feline herpesvirus”. 《Veterinary Research》 38 (2): 337–54. doi:10.1051/vetres:2006063. PMID 17296160.
13. ↑  Stiles, Jean; Townsend, Wendy M.; Rogers, Quinton R.; Krohne, Sheryl G. (2002). “Effect of oral administration of L-lysine on conjunctivitis caused by feline herpesvirus in cats”. 《American Journal of Veterinary Research》 63 (1): 99–103. doi:10.2460/AJVR.2002.63.99. PMID 16206789.
14. ↑  Drazenovich, TL; Fascetti, AJ; Westermeyer, HD; Sykes, JE; Bannasch, MJ; Kass, PH; Hurley, KF; Maggs, DJ (2009). “Effects of dietary lysine supplementation on upper respiratory and ocular disease and detection of infectious organisms in cats within an animal shelter”. 《American journal of veterinary research》 70 (11): 1391–400. doi:10.2460/ajvr.70.11.1391. PMID 19878022.
15. ↑  Rees, TM; Lubinski, JL (2008). “Oral supplementation with L-lysine did not prevent upper respiratory infection in a shelter population of cats”. 《Journal of feline medicine and surgery》 10 (5): 510–3. doi:10.1016/j.jfms.2008.03.004. PMID 18547855.
16. ↑  Gore, TC; Lakshmanan, N; Williams, JR; Jirjis, FF; Chester, ST; Duncan, KL; Coyne, MJ; Lum, MA; Sterner, FJ (2006). “Three-year duration of immunity in cats following vaccination against feline rhinotracheitis virus, feline calicivirus, and feline panleukopenia virus”. 《Veterinary therapeutics : research in applied veterinary medicine》 7 (3): 213–22. PMID 17039444.
17. ↑  Lappin, Michael R. (2006). “Use of serological tests to determine vaccine needs”. 《Proceedings of the North American Veterinary Conference》.
18. ↑  “[웰펫케어 - 웰펫케어] 집으로 직접 찾아가는 가장 안전하고 효과적인 반려동물 살균소독 홈케어 서비스”. 2019년 1월 2일에 확인함.

## 같이 보기
- 고양이 예방접종